# الکساندر تاراسنکو (بازیکن فوتبال، زاده ۱۹۷۸)
الکساندر تاراسنکو (انگلیسی: Oleksandr Tarasenko؛ زادهٔ ۱۱ دسامبر ۱۹۷۸) بازیکن فوتبال اهل اتحاد جماهیر شوروی سوسیالیستی است.